# زغبة الغابات
زغبة الغابات (الاسم العلمي: Dryomys nitedula) (بالإنجليزية: Forest Dormouse)‏ هي نوع من الحيوانات تتبع جنس الزغبة الحرجية من فصيلة الزغبات.